# Distretto di Huayllahuara
Il distretto di Huayllahuara è uno dei diciannove distretti della provincia di Huancavelica, in Perù. Si trova nella regione di Huancavelica e si estende su una superficie di 38.8 chilometri quadrati.